# ジョアン・マルティネス
ジョアン・マルティネス・ロサーノ (スペイン語:Joan Martínez Lozano,2007年8月20日 - ）は、スペイン・アルジネット出身のサッカー選手。レアル・マドリードC所属。ポジションはDF。
次世代の「セルヒオ・ラモス」と言われている。

## クラブ経歴
ジョアンは2007年にスペインのバレンシア州アルジネットで生まれた。2014年、レバンテUDのユースアカデミーに入団し、2023年にはレアル・マドリードのユースアカデミーに入団した。
ジョアンは2024年8月にレアル・マドリードのトップチームの練習に参加し、そのままアメリカツアーにも帯同した。
2024年8月3日、レアル・マドリードとバルセロナが対戦し、後半に交代という形で、エル・クラシコデビューを果たした。
2024年8月10日、練習中にエンドリッキと衝突し、うまく足を支えることができず、前十字靭帯断裂の重傷に苦しんだ。

## 代表経歴
2024年、スペインU-17代表に招集された。